# نینه ایپکچیان
نینل مناتساکانی ایپکچیان (ارمنی: Նինել Մնացականի Իփեքչյան؛ انگلیسی: Nine Ipekchyan؛ زادهٔ ۲۵ ژوئیهٔ ۱۹۳۵ - درگذشته ۱۹۹۲) عصب‌شناس اهل ارمنستان بود.

## زندگی‌نامه
وی در ۲۵ ژوئیه ۱۹۳۵ به دنیا آمد و از دانشگاه دولتی ایروان (۱۹۵۹) فارغ‌التحصیل گشت.  وی در ۱۹۹۲ در سن ۵۷ سالگی در ایروان درگذشت.

## یادداشت
1. ↑  կենսաբանական գիտությունների դոկտոր
2. ↑  L. A. Orbeli Institute of Physiology NAS RA